# Concordatos de Constanza
Los Concordatos de Constanza fueron cinco acuerdos entre la Iglesia Católica y las "naciones" de Inglaterra (incluyendo Escocia), Francia, Alemania (incluyendo Escandinavia y Europa Oriental), Italia (Italia Imperial, los Estados Pontificios, Nápoles, Sicilia, y la República Veneciana) y España (Aragón, Castilla, Navarra y Portugal) tras el Concilio de Constanza (1414-18) que puso fin al Cisma de Occidente. Los concordatos francés y alemán se firmaron el 15 de abril de 1418, el español el 13 de mayo y el inglés el 12 de julio. El acuerdo italiano se ha perdido. Los delegados al consejo se habían sentado como cinco naciones -Inglaterra, Francia, Alemania, Italia y España- cada una con un voto. El 21 de marzo de 1418, los concordatos fueron aprobados de antemano por el concilio como conformes y en cumplimiento de los decretos del 30 de octubre de 1417.
Las cuestiones tratadas en los concordatos eran de importancia relativamente menor y no estaban relacionadas con el movimiento reformista de la Iglesia. Su principal importancia reside en el hecho de que, junto con los siete estatutos de reforma del papa Martín V, resolvieron todas las cuestiones pendientes y pusieron fin al cisma papal. Mientras que el concordato inglés era perpetuo, los concordatos francés y alemán tenían una duración de cinco años (es decir, expiraban en 1423), ya que los franceses y alemanes acordaron remitir annates al papado sólo hasta que éste estuviera firmemente establecido y pudiera vivir de sus propios ingresos.
El concordato inglés limitó la concesión de  dispensas papales para poseer una pluralidad de beneficencias a hombres de noble cuna o de alta erudición. No se concederían tales dispensas como favores a los cortesanos de los señores seculares o eclesiásticos. Se revocaron las dispensas que permitían a los clérigos vivir lejos de sus beneficios o a los laicos ostentar beneficios durante periodos de gracia antes de tomar las órdenes sagradas. Se prohibió la apropiación de beneficios para uso de monasterios, colegiatas o capítulos catedralicios sin la aprobación del obispo local.
Durante mucho tiempo se pensó que se habían firmado concordatos con las naciones españolas e italianas, pero que los textos se habían perdido. En 1867, el historiador alemán Bernhard Hübler sostuvo que el concordato francés se aplicaba también a Italia y España. Por ejemplo, sobre los annates, dice "todos los contenidos en el presente capítulo ocupan su lugar con toda la nación francesa". De las abadías, dice que "el fruto de [las abadías], según la tasación de los diezmos, [será] de 200 livres tournois; en Italia y España, sin embargo, [no] excederá del valor anual de 60 livres tournois, haciendo confirmaciones o provisiones canónicas para las que pertenezcan a otros. "". Al subsumir los intereses españoles e italianos bajo los de los franceses y remitir ciertos annates a Francia, el concordato aumentó el prestigio de los franceses. Sin embargo, más tarde se encontró una copia del concordato español, que se publicó en 1954. Todavía no se ha encontrado ningún concordato italiano.